# Lewy-lichaampje

Microscopische beelden van de substantia nigra in de hersenen van een patient met de ziekte van Parkinson

Lewy-lichaampjes zijn abnormale samenklonteringen van eiwitten in zenuwcellen  bij de ziekte van Parkinson, bij lewy-body-dementie en bij enkele andere ziekten die het zenuwstelsel aantasten. Ze kunnen het functioneren van de cel aantasten en leiden tot celdood.